# Мавритания на летних Олимпийских играх 2012
Мавритания на летних Олимпийских играх 2012 будет представлена только в легкой атлетике.

## Результаты соревнований

### Лёгкая атлетика
Спортсменов — 2
Мужчины
| Дисциплина | Спортсмен        | Предварительный раунд | Предварительный раунд | Четвертьфиналы | Четвертьфиналы | Полуфиналы | Полуфиналы | Финал     | Финал |
| Дисциплина | Спортсмен        | Результат             | Место                 | Результат      | Место          | Результат  | Место      | Результат | Место |
| ---------- | ---------------- | --------------------- | --------------------- | -------------- | -------------- | ---------- | ---------- | --------- | ----- |
| 200 м      | Джиду эль Моктар |                       |                       |                |                |            |            |           |       |

Женщины
| Дисциплина | Спортсмен | Предварительный раунд | Предварительный раунд | Четвертьфиналы | Четвертьфиналы | Полуфиналы | Полуфиналы | Финал     | Финал |
| Дисциплина | Спортсмен | Результат             | Место                 | Результат      | Место          | Результат  | Место      | Результат | Место |
| ---------- | --------- | --------------------- | --------------------- | -------------- | -------------- | ---------- | ---------- | --------- | ----- |
| 800 м      | Аиша Фолл |                       |                       |                |                |            |            |           |       |